# Абдрезаков, Али Касимович
Али́ Каси́мович Абдреза́ков (тат. Ğali Qasıym uğlı Əbderəzəkov, Гали Касыйм улы Әбдерәзәков; 8 [21] декабря 1912 — 12 мая 1992) — Герой Советского Союза, участник Великой Отечественной войны.

## Биография
Али Касимович Абдрезаков родился 21 декабря 1912 года в селе Старое Тимошкино Старо-Тимошкинской волости Сенгилеевского уезда Симбирской губернии Российской империи.
Окончив в 1935 году сельскохозяйственный техникум, работал зоотехником.

### Участие в Великой Отечественной войне
Был призван в ряды РККА в июне 1941 года, а принимал участие в боях на фронтах Великой Отечественной войны с ноября 1942 года. В 1943 году вступил в КПСС.
В ночь на 26 ноября 1943 года в районе села Каневское Запорожского района Запорожской области Украинской ССР Али Абдрезаков в составе штурмовой группы форсировал Днепр, где на правом берегу сделал три прохода, через которые прошла штурмовая группа. Уничтожил гранатой пулемётное гнездо гитлеровцев, чем обеспечил успешное выполнение боевой задачи штурмовой группе.
Указом Президиума Верховного Совета СССР от 22 февраля 1944 года за образцовое выполнение боевых заданий командования на фронте борьбы с немецко-фашистскими захватчиками и проявленные при этом мужество и героизм, сержанту Али Касимовичу Абдрезакову присвоено звание Героя Советского Союза с вручением ордена Ленина и медали «Золотая Звезда».

### После войны
После демобилизации из рядов РККА в 1945 году работал зоотехником в селе Целинное Целинного района Алтайского края. Умер 12 мая 1992 года.

## Награды
- медаль «Золотая Звезда» Героя Советского Союза № 2692
- орден Ленина
- Орден Отечественной войны I степени
- орден Красной Звезды
- медали

## Память
- Мемориальная доска с именами Героев, Ульяновск.На Мемориале «Воинам-ульяновцам, погибшим в годы Великой Отечественной войны 1941—1945 гг.» (пл. 30-летия Победы, Ульяновск), установлена мемориальная плита с его именем;